# グラブラックス

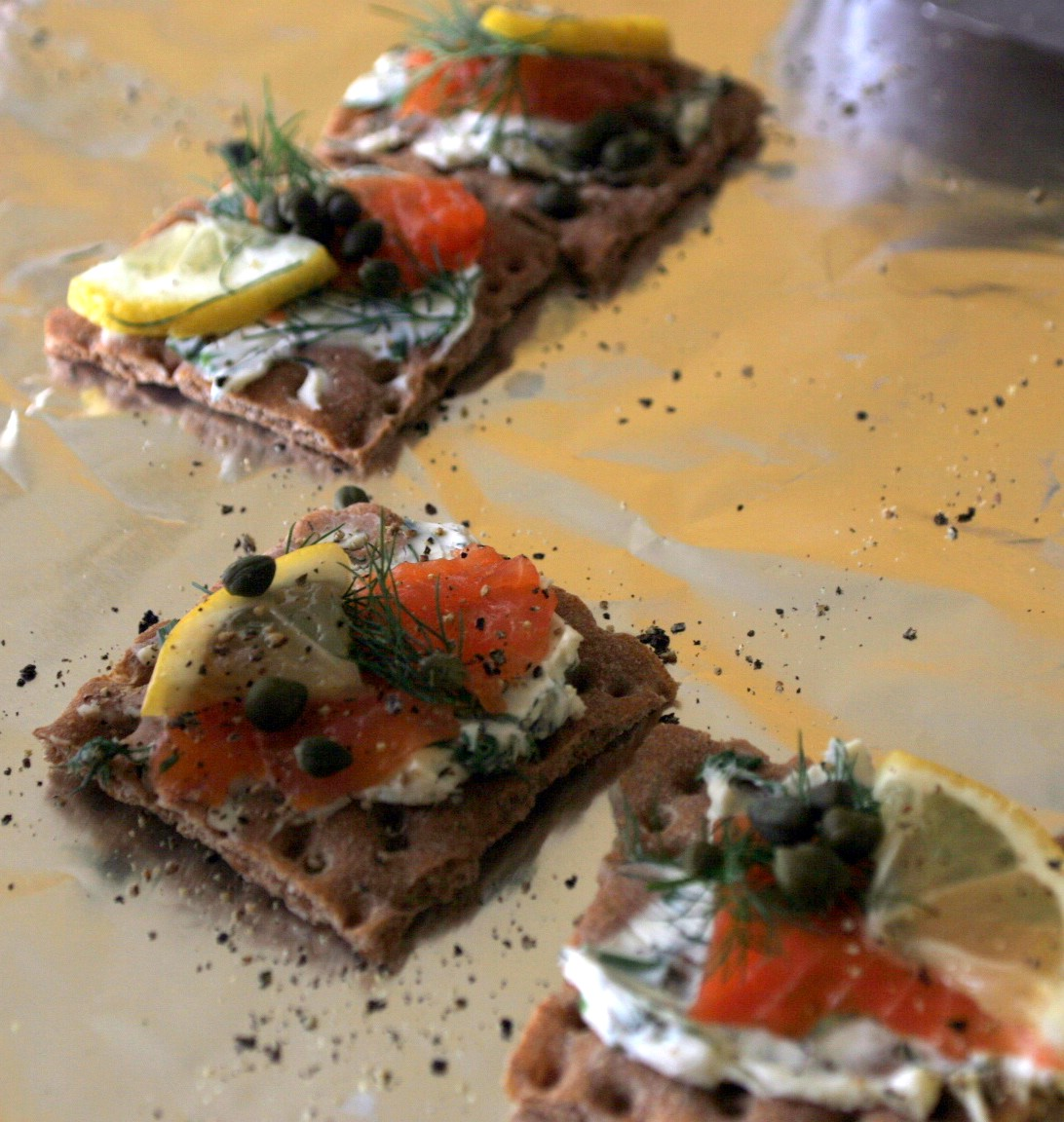
クリスプ・ブレッドに載せて、ケイパー、挽き割りの黒胡椒、ディルとレモンで味付けしたグラブラックス

グラブラックス（スウェーデン語：gravlax / gravad lax、デンマーク語・ノルウェー語：gravlaks /  gravet laks、フィンランド語：graavilohi、エストニア語：graavilõhe、アイスランド語：graflax）は、スカンジナビアの魚料理のひとつ。グラブラクスとも。生の鮭を塩・砂糖・黒胡椒・白胡椒・ディル（香草）・ディルシードやコリアンダーシードなどの香辛料・アクアビット、ウォッカ、ブランデーやジン（スピリッツ）・レモンなどに漬けたものを薄く切り、ホヴメスタルソース（hovmästarsås）またはグラヴラクスソース（gravlaxsås）というディル、砂糖か蜂蜜、ワインビネガー、塩、胡椒、植物油、レモンとマスタードを合わせたソースをかけて、パンに載せたり、茹でたジャガイモに添えたりして食べるものである。主に前菜として食べられる。

## 起源
この料理の起源は中世にさかのぼる。漁師が鮭を塩漬けにし、満潮時の海面よりも高い砂浜に埋めて軽く発酵させたものが元になっている。グラブラックスとは、スカンジナビア諸語の「grav」（地面に穴を掘る、英語の"grave"に同じ）と「lax」（laksとも、鮭のこと）の合成語で、文字通りにいえば「地面に埋めた鮭」である。

## 製造法
今日ではグラブラックスを作るのに発酵は行わない。鮭を地面に埋める代わりに塩・砂糖・黒胡椒・ディル・香辛料などの中に「埋め」、数日間キュアリング（熟成）させる。鮭が熟成した後、鮭から出た水分に塩などが溶けてできた濃い塩水は、スカンジナビア料理のソースの素材として使われる。こうしたキュアリングは他の脂分の多い魚でも行われるが、鮭がもっとも一般的である。またマリネをする際に、フェンネルなどの香草やペルノー（リキュール）、ホースラディッシュなども使われる。スモークサーモンが誤ってグラブラックスと呼ばれることもある。